# Paradidyma merista
Paradidyma merista är en tvåvingeart som beskrevs av Henry J. Reinhard 1953. Paradidyma merista ingår i släktet Paradidyma och familjen parasitflugor. Inga underarter finns listade i Catalogue of Life.